# L'età delle illusioni
L'età delle illusioni (Álmodozások kora (Felnott kamaszok)) è un film del 1965 diretto da István Szabó.